# Телушки
Телушки (Целушкі, пол. Ciełuszki) — село в Польщі, у гміні Заблудів Білостоцького повіту Підляського воєводства. Населення — 89 осіб (2011).

## Історія
Вперше згадується 1576 року як Святителі. У 1875 році в селі була відкрита церковна школа грамоти (просвіти).
У 1975—1998 роках село належало до Білостоцького воєводства.

## Демографія
Демографічна структура станом на 31 березня 2011 року:
|          | Загалом | Допрацездатний вік | Працездатний вік | Постпрацездатний вік |
| -------- | ------- | ------------------ | ---------------- | -------------------- |
| Чоловіки | 41      | 1                  | 20               | 20                   |
| Жінки    | 48      | 1                  | 8                | 39                   |
| Разом    | 89      | 2                  | 28               | 59                   |